# 6778 Tosamakoto
6778 Tosamakoto (1989 TX10) là một tiểu hành tinh vành đai chính được phát hiện ngày 4 tháng 10 năm 1989 bởi A. Takahashi ở Kitami.